# Сграда на Музея на македонската борба (Скопие)
Сградата на Музея на македонската борба (на македонска литературна норма: Зграда на Музејот на македонската борба) е музейна сграда в град Скопие, Република Македония. Обявена е за паметник на културата.

## Описание
Сградата на Музея на македонската борба е разположена на улица „11 март“ № 1, на левия бряг на Вардар между Македонския народен театър и Камен мост. Сградата е построена в 2011 година като част от проекта „Скопие 2014“. Архитект е Зоран Йордановски. Състои се от сутерен, приземие и два етажа с площ от около 6500 m2. В мазето има депа, на приземния етаж – входна зала и голяма конферентна зала, на първия етаж има библиотека, а на втория – работни помещения.